# فابيو ماسيمو كاستالدو
فابيو ماسيمو كاستالدو (من مواليد 18 أيلول / سبتمبر 1985) سياسي إيطالي وعضو في البرلمان الأوروبي منذ 2014. في 15 تشرين الثاني / نوفمبر 2017، تم انتخابه نائباً لرئيس البرلمان الأوروبي، ليصبح بذلك أصغر نائب رئيس في تاريخ المؤسسة. تم إعادة انتخابه لعضوية البرلمان الأوروبي عام 2019. كما أعيد انتخابه نائباً لرئيس البرلمان في 3 تموز / يوليو 2019، حيث يعمل كمستقل بدعم من أكثر من 40 عضواً في البرلمان الأوروبي ينتمون إلى مجموعات سياسية مختلفة، حيث ينتمي الوفد الأوروبي لحركة النجوم الخمسة إلى التجمع الفني غير المرتبطين. يمثل انتخابه أول نجاح لجماعة مستقلة تنتمي إلى مجموعة غير المرتبطين.